# Spinoleioposopus
Spinoleioposopus es un género de escarabajos longicornios de la tribu Acanthocinini.

## Especies
- Spinoleioposopus baloghi (Breuning, 1975)
- Spinoleioposopus flavosignatus (Breuning, 1975)